# 有賀雄規
有賀 雄規（ありが ゆうき、1983年5月28日 - ）は、日本の俳優。
岐阜県出身。

## 人物
2016年岐阜県八百津町長選挙に出馬。

## 出演

### テレビドラマ
- 地獄のガールフレンド（2019年放送フジテレビ） - 第2話 報道リポーター役
- 24 JAPAN（2020-2021年放送テレビ朝日） - CTU職員役（レギュラー）